# Rigolet
Rigolet är en ort i Kanada.   Den ligger i provinsen Newfoundland och Labrador, i den östra delen av landet, 1 600 km nordost om huvudstaden Ottawa. Rigolet ligger 9 meter över havet och antalet invånare är 310.
Terrängen runt Rigolet är kuperad åt nordväst, men åt sydost är den platt. Havet är nära Rigolet österut. Trakten runt Rigolet är nära nog obefolkad, med mindre än två invånare per kvadratkilometer..